# Sation
Sation (altgriechisch Σατίων Satíon) war eine antike Stadt im Siedlungsgebiet der Encheleer im südlichen Illyrien. Die Forschung konnte sie bisher nicht genau lokalisieren.
Der griechische Geschichtsschreiber Polybios (200–120 v. Chr.) erwähnt in seinen Historien die Stadt Sation im Zusammenhang mit einem Feldzug Philipps V., König von Makedonien, im Jahr 217 v. Chr. Demnach eroberte dieser die Städte Sation, Enchelanai, Boioi und Kerax, allesamt am Ohridsee, vom illyrischen König Skerdilaidas.